# Gare de Gouy-Cahon
Ne doit pas être confondu avec Gare de Cahon.
La gare de Gouy-Cahon, parfois appelée gare de Gouy, est une ancienne gare ferroviaire française de la ligne d'Abbeville à Eu, située non loin du hameau de Gouy, sur le territoire de la commune de Cahon, à proximité de Saigneville, dans le département de la Somme, en région Hauts-de-France.
Elle fut mise en service en 1882 par la Compagnie du Nord, avant d'être fermée en 1993 par la SNCF.

## Situation ferroviaire
Établie à 5 mètres d'altitude, la gare en courbe de Gouy-Cahon est située au point kilométrique (PK) 182,396 de la ligne d'Abbeville à Eu (à voie unique ; fermée), juste avant un passage à niveau, (PN no 94), entre les gares fermées de Cambron - Laviers et de Cahon.

## Histoire
Cette gare a été mise en service à l'ouverture de la ligne d'Abbeville à Eu par la Compagnie des chemins de fer du Nord, soit le 4 décembre 1882.
Elle a intégré à sa création, le 1er janvier 1938, le réseau de la Société nationale des chemins de fer français. Cette dernière a fermé la gare — qui était devenue une halte — après 1990, en l'occurrence en 1993.

## Patrimoine ferroviaire
Les deux quais existent toujours, l'un d'entre eux (recouvert par la végétation) ayant probablement été utilisé lorsque la ligne était à double voie. L'ancien bâtiment voyageurs a été reconverti en habitation.